# Campeón lineal
En boxeo profesional, el campeón lineal de una categoría de peso es un término teórico, el cual supone que se le da a aquel boxeador considerado como el mejor de todos en su categoría; otro peleador puede ganar el campeonato lineal solo si derrota al vigente campeón lineal en el ring; este campeonato se describe como "el hombre que venció al hombre". No existe un reglamento que indique las condiciones para regir el título de campeón lineal, puesto que no existe un método que determine qué hacer con aquellos campeones lineales que se retiran o cambian de división; y su respectivo título.

## Historia
Este concepto fue desarrollado por aquellos fanáticos descontentos con la tendencia de cada organismo (WBC, WBA, IBF, WBO, etc.) a reconocer cada uno a su propio campeón en cada categoría, y en particular por despojar del título a aquellos boxeadores que se negaban a pelear contra su retador obligatorio. Hasta antes de los 70, esto era inusual; la Asociación Nacional de Boxeo (NBA) y la Comisión Atlética del Estado de Nueva York (NYSAC) reconocían diferentes campeones, pero no pasaba bastante tiempo para que éstos tuvieran que enfrentarse y haber un único campeón..., pudiéndose considerar en ese tiempo al ganador como "campeón lineal". Varios buenos boxeadores han considerado ser campeones lineales como un logro personal (por ejemplo, Mike Tyson y Lennox Lewis) o como el alcance de una meta (como en el caso de, Nate Campbell).

## Dificultades
Una dificultad de la implementación de "campeón lineal" es que se debería hacer si un campeón se jubila, muere o cambia de división; puesto que como hay distintas formas de resolver este problema, es suficiente para ser objeto de controversia. En la era de NBA/NYSAC, un título vacante se compensaba puesto que había 2, 4 o más boxeadores que estaban mejor clasificados para obtener el título. Actualmente el campeón lineal solo es un término considerado por los aficionados; no hay dinero ni organismos de por medio que tomen a consideración este término, ni tampoco consenso para considerar quienes deberían ser los peleadores que peleen por este título.
Un ejemplo dado por Cliff Rold de BoxingScene es el título semipesado, considerado vacantes desde el momento en que Michael Spinks subió a la categoría de los pesados en 1985 hasta antes de los 90. Mientras Rold consideró a Virgil Hill quien venció a Henry Maske como el siguiente en recibir dicho reconocimiento; Cyber Boxing Zone, The Ring y HBO consideraban a Roy Jones como el siguiente en recibir dicho reconocimiento.
Otra crítica es que un campeón lineal puede defender el título frente a rivales inferiores. Por ejemplo, George Foreman fue considerado campeón lineal desde 1994 hasta 1997, cuando Shannon Briggs lo derrotó. La WBA y la IBF lo despojó de sus cinturones en 1995; antes de Briggs Foreman peleó solo dos veces con rivales de bajo rango. En ese caso el campeón lineal no era considerado como el verdaderamente mejor. BoxingScene consideró a Zsolt Erdei campeón lineal de los semipesado al derrotar en 2004 a Julio César González hasta 2009, cuando subió de categoría; como solo peleó con boxeadores de bajo nivel, Cliff Rold dijo, "si bien el concepto de campeón lineal es muy sólido, en la práctica es muy deficiente".

## Versiones
La revista sobre boxeo The Ring tiene su propia versión de campeón lineal. Un título vacante solo es concedido cuando el clasificado The Ring #1 pelea contra el #2, #3, #4 o #5 ; The Ring tiene una clasificación propia de los 10 mejores boxeadores de una determinada categoría. En 2007, The Ring fue adquirida por la promotora de boxeo Golden Boy Promotions. The Ring empezó a publicitar al campeón lineal, en las pelea que Golden Boy promovía (como en la de Joe Calzaghe vs. Roy Jones, Jr. en 2008).
El sitio web Cyber Boxing Zone (CBZ) tiene su propia lista de campeones lineales.
BoxingScene.com está en desacuerdo por los cinturones lineales dados por The Ring y por CBZ, especialmente en las categorías de menor peso, ya que es donde se dan más cambios de división por parte de los boxeadores. BoxingScene tiene sus propias reglas de campeones lineales, generalmente las que se consideraban en la década de los 90. Existe también el sitio web (www.linealchamps.com) hecho por adicionados al boxeo, el cual solo considera a campeones lineales en las 8 divisiones originales creadas en el boxeo.

## Records
- Muhammad Ali es el único campeón lineal en ser considerado así, en tres ocasiones; al derrotar a Sonny Liston (1964), George Foreman, después de su retiro forzado de tres años y medio, (1974), y a Leon Spinks por decisión unánime (1978).
- Manny Pacquiao es el único campeón lineal, que ha logrado ganar dicho reconocimiento en cinco divisiones distintas (mosca, pluma, superpluma, superligero y wélter)[13][14]  acreditado por Cyber Boxing Zone,[9][15] Transnational Boxing Rankings Board (TBRB)[16][17] y por BoxingScene.com.[18] Esto fue reportado por ESPN,[19] CNN Sports Illustrated,[20] Yahoo! Sports[21] y por The Ring.[18] Además, Pacquiao ha obtenido tres títulos The Ring en distintas categorías (pluma, superpluma, y superligero).[18]